# IBM Portable PC
W lutym 1984 firma IBM zaprezentowała swój własny przenośny komputer.
Komputer IBM Portable Personal Computer 5155 Model 68 zarówno pod względem kształtu jak i wielkości przypominał system Compaq Portable wydany prawie 15 miesięcy przed wprowadzeniem komputera IBM na rynek. Był wielkości walizki i ważył niewiele ponad 13 kilogramów. Posiadał wbudowany 9 calowy bursztynowy monitor CRT, jedną lub dwie stacje dyskietek 5,25 cala, klawiaturę posiadającą 83 klawisze; dwie karty adaptera oraz kartę graficzna przypominająca CGA.
Rozdzielczość monitora wynosiła jedynie 600x200 pikseli i wyświetlała jedynie dwa odcienie szarości.
Komputer posiadał także uniwersalny zasilacz umożliwiający zasilanie komputera prądem o napięciu 220 V.
Cena katalogowa tego komputera wynosiła 4225 USD. 
Pierwszy komputer IBM wyposażony był w dysk twardy, choć Portable PC nie miał dysku twardego, posiadał za to 256 kB pamięci.Portable PC miał płytę główną stosowaną w komputerach IBM XT, więc posiadał osiem gniazd na karty kontrolerów, lecz ze względu na brak miejsca wewnątrz komputera, jedynie w dwóch spośród nich można było instalować karty o jednakowej długości.
Pod względem efektywności Portable PC nie różnił się niczym od systemu IBM XT o tej samej konfiguracji.
2 kwietnia 1986 roku firma IBM wycofała Portable PC. W tym samym czasie firma ta zaprezentowała 
IBM Convertible laptop PC. 
Komputer ten nie zyskał popularności na rynku, choć był porównywalny i w niektórych aspektach lepszy od bardziej popularnego komputera Compaq Portable.

Portable PC składał się z takich komponentów jak:
- procesora Intel 8088;
- 9-calowy monitor;
- jednej lub dwóch stacji dyskietek o 1/2 wysokości;
- 256 kB pamięci RAM.